# Orcadas
Orcadas – argentyńska stacja antarktyczna położona na wyspie Laurie na Orkadach Południowych. 
Orcadas jest stacją całoroczną, w okresie letnim może w niej mieszkać maksymalnie 45 osób. W 1903 William Speirs Bruce, szkocki naukowiec założył na Laurie stację meteorologiczną. Opuszczoną stację 22 lutego 1904 zajęli Argentyńczycy. Łączność radiotelegraficzną z kontynentem uruchomiono w 1927. Orcadas jest najstarszą stałą placówką badawczą w Antarktyce, a przez długi czas była jedyną stacją na wyspach. Prowadzi badania w takich dziedzinach jak: glacjologia, meteorologia czy sejsmologia.